# Gotthard von der Recke von Volmerstein
Graf Gotthard Karl Ludwig Heinrich von der Recke von Volmerstein (geboren am 26. August 1785 auf Haus Overdyck; gestorben am 23. Oktober 1857 in Berlin) war ein preußischer Verwaltungsbeamter und Landrat des Kreises Bochum.

## Leben

### Herkunft
Die Familie Recke gehörte dem westfälischen Uradel der Grafschaft Mark an. Am 20. Dezember 1817 verlieh der preußische König dem Zweig Gotthards unter dem nunmehrigen Namen von der Recke von Volmerstein den Grafenstand. Seine Eltern waren Philipp Heinrich Christian Graf von der Recke von Volmerstein (1751–1840) und dessen Ehefrau Luise Freiin von der Recke (* 6. September 1760; † 16. April 1836). Adalbert Graf von der Recke von Volmerstein war ein jüngerer Bruder.

### Ausbildung und Werdegang
Gotthard von der Recke trat nach dem Besuch des Joachimsthaler Gymnasium in Berlin im Jahr 1804 als Kornett in das Leib-Husaren-Regiment ein. Nach dem Frieden von Tilsit, der Preußen auf einen Rumpfstaat reduzierte, trat er 1808 in das herzoglich bergische Lancierregiment ein und nahm an den Feldzügen Napoleons gegen Österreich, Spanien und Russland teil (s. Zeitleiste). 1813, Napoleon erlitt die entscheidende Niederlage in der Völkerschlacht bei Leipzig, kehrte von der Recke als Rittmeister des 11. Husaren-Regiment zur Preußischen Armee zurück. Im Rang eines Majors wurde er im Jahr 1817 aus dem Militärdienst entlassen, im gleichen Jahr, in dem seine Familie in den Grafenstand erhoben wurde.
Am 3. Juli 1822 stellte die Königlich Preußische Regierung in Arnsberg Gotthard Graf von der Recke von Volmerstein ein Prüfungsattest aus, nach dem er »zur Wahrnehmung einer Landratsstelle qualifiziert« sei. Zehn Jahre darauf wurde er mit einem Stimmenverhältnis von 12 zu 9 zu 1 zum 1. Kandidaten für die Wiederbesetzung des Landratsamtes in Bochum gewählt. Nach seiner definitiven Ernennung am 10. Mai 1832 versah er diese Verwaltung des Kreises bis zu seiner Entlassung aus dem Staatsdienst am 6. Dezember 1852 über gut zwei Jahrzehnte.
1837 bis 1841 war er für die Ritterschaft im Wahlbezirk Mark Mitglied im Provinziallandtag der Provinz Westfalen. 1843 und 1845 nahm er als Vertreter des Fürsten zu Sayn-Wittgenstein-Hohenstein am Landtag teil.
Gotthard Graf von der Recke von Volmerstein war Besitzer mehrerer Rittergüter, darunter auch im Kreis Bochum.
Er war Mitglied des Johanniterordens.

## Soziales Engagement
1819 errichtete er an der Seite seines Bruders Adalbert die Rettungsanstalt Haus Overdyck, die es sich zur Aufgabe gesetzt hatte, insbesondere den Kindern und Jugendlichen Opfern der napoleonischen Feldzüge zu helfen. Ferner war Gotthard von der Recke von Volmerstein an der Seite des Industriellen Friedrich Harkort im Jahr 1844 Mitgründer des Vereins für die deutsche Volksschule und für Verbreitung gemeinnütziger Kenntnisse.

## Auszeichnungen
Von höchster Stelle wurde von der Recke mit dem Roten Adler-Orden 4. Klasse und mit dem Charakter als Geheimer Regierungsrat ausgezeichnet.

## Familie
Der Protestant Gotthard Graf von der Recke von Volmerstein heiratete am 21. November 1817 in Rheda Karoline Wilhelmine Amalie Luise Jakobine Elise Prinzessin zu Bentheim-Tecklenburg-Rheda (geboren am 4. Juni 1792 auf Schloss Rheda; gestorben am 7. Dezember 1876 ebenda), eine Tochter des regierenden Standesherrn Emil Fürst von Bentheim-Tecklenburg-Rheda und dessen Ehefrau, Agnes Christiane Albertine Prinzessin zu Sayn-Wittgenstein. Das Ehepaar Recke hatte zwei Söhne und eine Tochter, darunter:
- Friedrich-Casimir (Friedemir) (1818–1878)

⚭ 1848 Marie Freiin und Edle Herrin von Kotzau (1824–1894), geschieden
⚭ 1876 Michaela Douglas-Montgomery (* 1841)